# Loreak
Loreak (Flors) és una pel·lícula espanyola rodada en basc, estrenada el 2014 i dirigida per Jon Garaño i Jose Mari Goenaga.
Es va presentar en la 62a edició del Festival Internacional de Cinema de Sant Sebastià. Ha estat doblada al català.

## Argument
La vida d'Ane dona un gir quan, setmana rere setmana, comença a rebre un ram de flors a la seva casa, sempre a la mateixa hora i sempre de manera anònima. Lorda i Tere també es veuen afectades per unes misterioses flors que un desconegut diposita setmanalment en memòria d'algú que va ser important en les seves vides. Les vides d'aquestes tres dones es veuran alterades per la mera presència d'uns rams de flors que faran brollar en elles sentiments que semblaven oblidats.

## Repartiment
- Nagore Aranburu, com Ane.
- Itziar Ituño, com Lourdes.
- Itziar Aizpuru, com Tere.
- Josean Bengoetxea, com Beñat.
- Egoitz Lassa, com Ander.
- Ane Gabarain, com Jaione.
- José Ramón Soroiz, com Txema.
- Jox Berasategi, com Jexus.
- Jorge Gil Munarriz, com a repartidor de flors 1.
- Gotzon Sánchez, com a repartidor de flors 2.

## Palmarès cinematogràfic
Premis Sant Jordi
| Categoria                   | Resultat   |
| --------------------------- | ---------- |
| Millor pel·lícula espanyola | Guanyadora |

II Premis Feroz
| Categoria                    | Persona                                      | Resultat   |
| ---------------------------- | -------------------------------------------- | ---------- |
| Millor pel·lícula dramàtica  |                                              | Nominada   |
| Millor direcció              | Jon Garaño i Jose Mari Goenaga               | Nominats   |
| Millor actriu de repartiment | Itziar Aizpuru                               | Guanyadora |
| Millor guió                  | Jon Garaño, Aitor Arregi i Jose Mari Goenaga | Nominats   |
| Millor música original       | Pascal Gaigne                                | Nominat    |
| Millor cartell               |                                              | Nominada   |

Medalles del Cercle d'Escriptors Cinematogràfics
| Categoria                | Persona         | Resultat   |
| ------------------------ | --------------- | ---------- |
| Millor pel·lícula        | Loreak          | Nominada   |
| Millor actriu secundària | Itziar Aizpuru  | Guanyadora |
| Actriu revelació         | Nagore Aramburu | Nominada   |
| Millor fotografia        | Javier Agirre   | Nominat    |
| Millor música            | Pascal Gaigne   | Nominat    |

XXIX Premis Goya
| Categoria              | Persona       | Resultat |
| ---------------------- | ------------- | -------- |
| Millor pel·lícula      |               | Nominada |
| Millor música original | Pascal Gaigne | Nominat  |

Festival Internacional de Cinema de Palm Springs
| Categoria          | Persona            | Resultat   |
| ------------------ | ------------------ | ---------- |
| Premi Cinema Llatí | Premi Cinema Llatí | Guanyadora |